# Loire-les-Marais
Loire-les-Marais är en kommun i departementet Charente-Maritime i regionen Nouvelle-Aquitaine i västra Frankrike. Kommunen ligger  i kantonen Rochefort-Nord som ligger i arrondissementet Rochefort. År 2022 hade Loire-les-Marais 382 invånare.

## Befolkningsutveckling
Antalet invånare i kommunen Loire-les-Marais
Referens:INSEE